# Rémi Joseph Isidore Exelmans

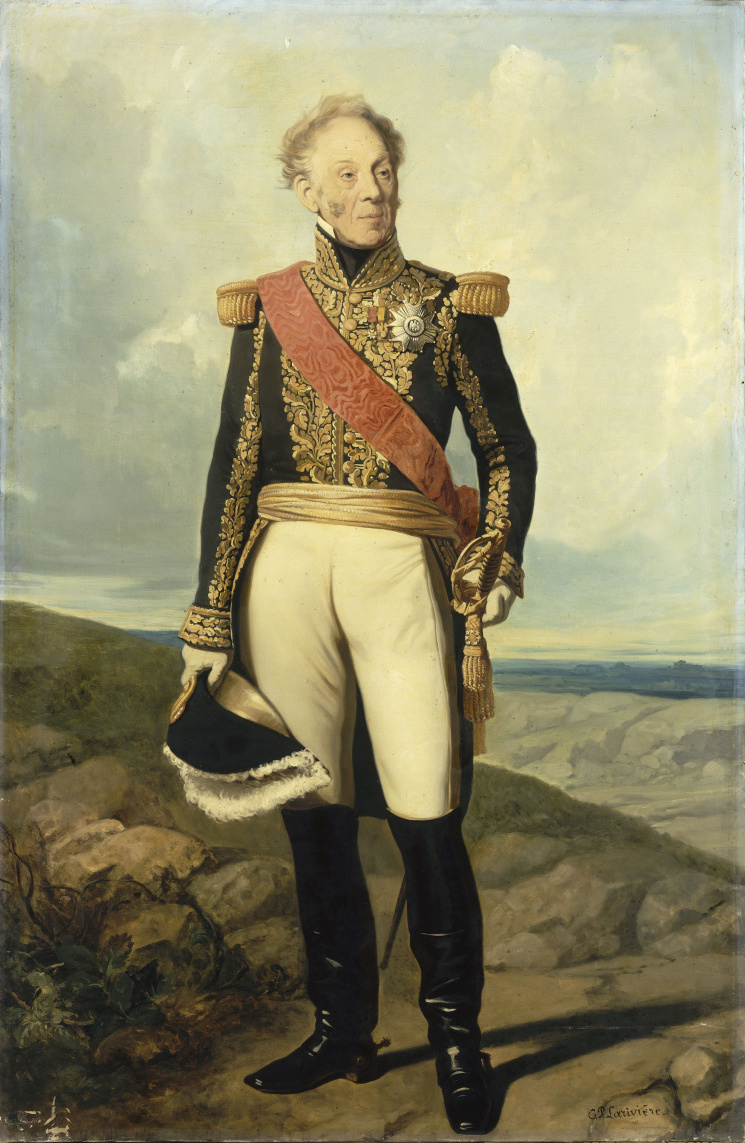
Rémi Joseph Isidore Exelmans (1852) door Charles-Philippe Larivière

Rémi Joseph Isidore graaf Exelmans (Bar-le-Duc, 13 november 1775 – Sèvres, 22 juli 1852) was een Frans generaal ten tijde van Napoleon en was maarschalk van Frankrijk en senator.

## Leven

### Afkomst
De voorouders van Exelmans waren afkomstig van Grote-Brogel in de Belgische provincie Limburg waar zij het Exelmansgoed bewoonden. Zijn grootvader Michiel Exelmans trok op jonge leeftijd vanuit Sint-Huibrechts-Lille naar Bar-le-Duc waar hij trouwde.

### Vroege carrière
Exelmans trad in 1791 op 16-jarige leeftijd toe tot het 3de bataljon vrijwilligers van het departement Meuse, dat onder bevel stond van de latere maarschalk Oudinot. Hij maakte er vlug carrière als sergeant-majoor en werd in 1793 tot onderluitenant bevorderd. Exelmans vocht in 1794 mee tijdens de Slag bij Fleurus en werd in 1798 luitenant. Datzelfde jaar werd hij adjudant van generaal Eblé en het jaar nadien van generaal Broussier.
In de eerste campagne op het Apennijns Schiereiland onderscheidde Exelmans zich. Als beloning werd hij bevorderd tot kapitein van de dragonders. Op die manier kwam hij de cavalerie binnen waar hij de rest van zijn carrière zou blijven. Nog in 1799 nam hij met succes deel aan de verovering van het koninkrijk Napels. Hij werd opgemerkt door Joachim Murat, de zwager van Napoleon, en werd in 1801 diens adjudant.

### Adjudant van Murat

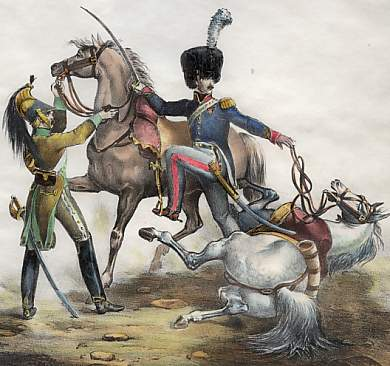
Exelmans tijdens de Slag bij Wertingen

Gedurende het Eerste Franse Keizerrijk vergezelde Exelmans Murat tijdens diens campagnes tegen de Derde en de Vierde Coalities (keizerrijk Oostenrijk, Pruisen en Polen) tussen 1805 en 1807. Exelmans onderscheidde zich bij de doortocht aan de Donau en in de Slag bij Wertingen. Na de Slag van Austerlitz in 1805 werd hij bevorderd tot kolonel en voor zijn aandeel in de overwinning bij de Slag bij Eylau (1807) werd Exelmans bevorderd tot brigadegeneraal.
Tijdens de Spaanse Onafhankelijkheidsoorlog vergezelde Exelmans Murat naar Spanje waar hij gevangen werd genomen. Hij werd eerst naar Majorca en later naar Engeland overgebracht. Hij wist echter te ontsnappen en keerde in 1811 met een bark terug over Het Kanaal. Exelmans ging naar het Koninkrijk Napels waarvan Murat ondertussen tot koning was benoemd. Deze benoemde hem tot grootstalmeester van de Cavalerie. Exelmans voegde zich bij het Franse leger aan de vooravond van de veldtocht van Napoleon naar Rusland in 1812 en werd op de vooravond van de Slag bij Borodino benoemd tot divisiegeneraal. Exelmans raakte later dat jaar in Vilnius gewond waardoor hij zich gedwongen zag verlof te nemen om te Parijs te herstellen.

### 1813-1815
In 1813 voegde Exelmans zich in Dresden weer bij het Franse leger en nam deel aan de Slag bij Bautzen. Later dat jaar werd Exelmans Grootofficier in het Legioen van Eer als beloning voor zijn diensten in de campagne tegen de Zesde Coalitie.
Toen in 1814 de eerste Bourbonrestauratie plaatsvond, behield Exelmans zijn graad in het leger. Hij was Murat, die nog steeds koning van Napels was, trouw gebleven. In datzelfde jaar werd Exelmans beschuldigd van compromitterende activiteiten tijdens de jaren dat hij in dienst was van Murat. Hij werd onder huisarrest geplaatst in Bar-le-Duc maar hij vluchtte naar Rijsel waar hij zich aanmeldde. Uiteindelijk werd Exelmans van de beschuldigingen vrijgesproken.
Tijdens de Honderd Dagen van 1815 na de vlucht van Napoleon uit Elba, werd Exelmans, die in 1808 reeds tot baron de l'Empire] en in 1813 tot comte de l'Empire was benoemd, pair van Frankrijk en had hij het bevel over het 2de Cavaleriekorps gedurende de Waterloo Campagne. Op 16 juni 1815 vocht hij onder leiding van maarschalk Grouchy mee in de Slag bij Ligny en waarbij hij een belangrijk aandeel in de overwinning had. Twee dagen later nam Exelmans deel aan de Slag bij Waver die eveneens gewonnen werd. Grouchy negeerde hierbij het advies van Exelmans en vooral van Gérard om zich zo snel mogelijk bij de keizerlijke troepen in de Slag bij Waterloo te voegen. De troepen werden echter zodanig opgehouden te Waver dat ze niet meer konden deelnemen aan de Slag bij Waterloo die dezelfde dag werd uitgevochten.
Exelmans behaalde de allerlaatste Franse overwinning toen hij op 1 juli bij de slotgevechten in de buurt van Parijs tijdens de Slag bij Rocquencourt nog een Pruisisch huzarenregiment kon verschalken en vernietigen.

### Na 1815
Na de definitieve Bourbonrestauratie werd Exelmans verbannen en besloot hij in ballingschap te leven in Brussel en in het hertogdom Nassau. In 1819 kreeg Exelmans eerherstel en keerde hij naar Frankrijk terug. In 1828 werd hij benoemd tot inspecteur-generaal van de cavalerie en na de Julirevolutie van 1830 kreeg Exelmans van koning Lodewijk Filips I het Grootkruis van het Legioen van Eer. In 1831 werd hij weer pair van Frankrijk. In het Huis der Pairs schuwde hij zich niet om zijn trouw aan Napoleons familie uit te drukken. In 1834 noemde hij de executie van maarschalk Ney zelfs een verschrikkelijke moord.
Bij de Februarirevolutie van 1848 was Exelmans een van de voorstanders van Lodewijk Napoleon Bonaparte. Als erkenning voor zijn lange en briljante militaire carrière werd Exelmans in 1851 benoemd tot maarschalk van Frankrijk. Exelmans werd een veel geraadpleegde adviseur van Lodewijk Napoleon. Het jaar daarop overleed hij op 76-jarige leeftijd door een val van zijn paard.
In het jaar van zijn overlijden werd hij nog door keizer Napoleon III benoemd tot senator. Hij zetelde tot zijn overlijden in de Senaat.

### Privé
In 1808 huwde Exelmans met de uit Bayonne afkomstige Amélie Marie Josèphe de Lacroix de Ravignan. Zij kregen in totaal acht kinderen. Het derde kind Joseph Maurice Exelmans, geboren in 1816 tijdens hun verblijf in ballingschap in Elsene, trad in de voetsporen van zijn vader en zou het tot admiraal brengen.

## Erkenning na zijn dood
In Parijs is een van de ringlanen rond de stad gelegen in het 16de arrondissement naar hem vernoemd. Ook het nabijgelegen metrostation is naar hem vernoemd.
In zijn geboortestad Bar-le-Duc staat een standbeeld van Exelmans terwijl in Nancy nog een straat naar hem vernoemd is.  
In Grote-Brogel, stad Peer, werd in 2018 een straat naar hem vernoemd.
- Bibliothèque nationale de France: cb165117080 (data)
- Gemeinsame Normdatei: 116618418
- International Standard Name Identifier: 0000 0000 1353 8521
- Base Léonore: C/0/45
- Nationale Bibliotheek van Polen: a0000002599686
- SNAC: w63n9fwr
- Système universitaire de documentation: 143363824
- Virtual International Authority File: 22898347
- WorldCat: E39PBJbxHXGprKQ4fhBGJpwKVC